# 송산사지
송산사지(松山祠址)는 대한민국 경기도 의정부시 민락동에 있는, 조선의 개국에 참여하지 않고 고려 왕조와의 절개를 지킨 조견, 원선, 이중인, 김양남, 유천, 김주 등 여섯 분의 뜻을 기리고 제사를 지내기 위한 사당이 있던 터이다.

## 개요
송산사지는 새 왕조인 조선의 개국에 참여하지 않고 고려 왕조와의 절개를 지킨 충신 조견, 원선, 이중인, 김양남, 유천, 김주 등 여섯 분의 뜻을 기리고 제사를 지내기 위한 사당이 있던 터이다.
건물은 앞면 3칸·옆면 2칸의 규모이며, 지붕은 옆에서 보면 사람인 모양의 맞배지붕이다. 앞면에 개방된 툇간이 있으며 옆면과 뒷면에는 방화벽이 설치되어 있었을 것으로 추정된다.
조선 정조 22년(1798)에 건립되어 '삼귀서사(三歸書社)'라 하였다. 순조 2년 (1802)에 기와로 다시 건립되었고, 순조 3년(1803)에 '송산사'로 이름을 바꾸고 이듬해 서재가 건립되었다.
송산사지는 처음부터 여섯 충신의 위폐가 같이 모셔지지 않았고, 두 번에 걸쳐 여섯 분의 위폐를 모셨다. 정조 22년 (1798)에 조견, 원선의 위폐를 먼저 모신 후, 이후 순조 9년 (1809)에 이중인, 김양남, 유천, 김주 네 명의 위폐를 추가로 모셨다.
그러나 고종 5년 (1868) 흥선대원군의 전국의 49개소 서원을 제외한 모든 서원을 제거하는 서원철폐령에 의해 건물은 헐려 없어졌고, 1892년 옛터 위에 여섯 분의 위패가 모셔진 단이 마련되었다. 1995년의 발굴조사 결과 재실의 남쪽에서 사당터가 확인되었다. 사당터는 북향으로 자리잡고 있어 고려의 왕도인 개성을 잊지 않겠다는 의미를 담고 있다. 발굴조사 당시 경작에 의하여 일부 파손이 있었지만, 건물 앞뒤쪽에 장대석 기단 석축과 초석, 적심, 내부 바닥의 잡석다짐, 담장터 등이 드러나어 규모와 가치를 확인할 수 있었다.
송산사지는 당시 수도인 개성으로 향한 북향 배치의 특수성이 있으며, 체계적인 발굴 및 복원 과정에서의 우수성을 보여주었고, 고려 유생 6인의 위패를 모셨다는 중요한 역사적 가치를 인정받아 1997년 10월 13일 경기도기념물 제42호로 지정되었다.

## 참고 문헌
- 송산사지 - 국가유산청 국가유산포털